# Mim becut de Cozumel
El mim becut de Cozumel (Toxostoma guttatum) és una espècie d'ocell de la família dels mímids endèmic de l'illa de Cozumel al costat de la península de Yucatán, a Mèxic.
Relativament estable a l'illa, la població del mim becut de Cozumel va sofrir gravíssims danys amb els successius atacs de l'huracà Roxanne (que va assotar l'illa l'11 d'octubre de 1995) i l'huracà Gilbert (que va arribar a ella l'11 de setembre de 1988), i durant sis anys l'hi va creure extint. Al juny de 2004 es van albirar uns pocs exemplars, i està avui classificat com en perill crític d'extinció.